# グイド・クレパックス
グイド・クレパックス（Guido Crepax、本名Guido Crepas、ミラノ出身、1933年7月15日 - 2003年7月31日）は、イタリアの漫画家。20世紀後半のヨーロッパ成年漫画界に深い影響を残したアーティストである。彼は1965年に産み出した1960年代の精神を代表するキャラクター、バレンティーナ (Valentina)で最も知られている。バレンティーナ・シリーズはクレパックスの洗練された描画と、強烈なエロティシズムを含む、サイケデリックで夢のようなストーリーのために有名になった。

## 生涯
クレパックスは、まだ建築を学ぶ学生の時からグラフィック・アーティストと広告イラストレーターとして働き始めた（彼は、1958年に学位を得た）。そしてポスター、雑誌の表紙（イタリア版『ギャラクシー』誌など）、書籍、LPジャケットを制作した。後者は主にクラシック音楽とジェリー・マリガン、ファッツ・ウォーラー、チャーリー・パーカー、ルイ・アームストロング、イタリアン・ジャズ・スターズなどのジャズに占められるが、のみならずドメニコ・モドゥーニョのシングル「ヴォラーレ」 (Nel blu dipinto di blu)や、ガリバルディのアルバム『ヌーダ』といったポピュラー音楽やロックの作品も手がけている。
1957年、彼はイタリアでシェル石油の広告キャンペーンで有名になり、ゴールデン・パーム賞を受賞した。翌年から1980年代中頃まで、彼はイタリア初の医学評論誌『テンポ・メディコ』(Tempo Medico)のすべての表紙を描いた。
1960年、終生連れ添うこととなるルイーザと結婚。

### 漫画
1963年に彼は漫画の世界に入った、そして2年後に、彼の最も有名なキャラクター、バレンティーナを創り出した。バレンティーナ・ロッセリ (Valentina Rosselli)は当初、彼女のボーイフレンド、芸術評論家フィリップ・レンブラント (Philip Rembrandt)を主人公とする「スーパーヒーロー・ニュートロン (Neutron)」シリーズのセカンド・キャラクターとして、イタリアの漫画誌『ライナス』(Linus)に登場した。
最初のエピソードは「La Curva di Lesmo」（イタリアグランプリのモンツァサーキットのカーブに関連する）で、これに続く30のエピソードと共に7冊の本にまとめられた。これには他に「Lanterna magica」（「魔法のランタン」1977年）と初のフルカラー作品「Valentina pirata」（「海賊バレンティーナ」）も収録されている。
サイレント映画の女優、ルイーズ・ブルックスの影響を受けて生まれたバレンティーナは、すぐにシリーズの主役となり、最後のエピソードは1995年に発表された。バレンティーナの物語は、夢、SF、ファンタジー、スパイ活動、（特に後期には）エロティックなテーマが奇妙に入り混じっている。この漫画はイタリアで、そして海外、特にフランスで大きな成功を収めた。ニュートロンは影が薄くなり、強大な力を失ったかに見えたが、彼は後に『Corto Maltese』誌に単独で劇画に登場し、長らく立て役者となった。ホメーロスのオデュッセイアの影響を受けたこの作品は、彼が最も不得意な分野としばしば指摘されてきた視点から描かれている。
クレパックスはバレンティーナから離れ、ベリンダ、ビアンカ、アニタ、フランチェスカなど、異なるヒロインを他の漫画雑誌に登場させた。フェデリコ・フェリーニ監督の映画『甘い生活』のアニタ・エクバーグに感化されたブロンドのアニタは、テレビと同化してセックスするという極めて幻想的な物語の主人公だった。（デヴィッド・クローネンバーグの映画『ヴィデオドローム』より先行している）。イタリア語で「白」という意味の名前を与えられていながら、ビアンカは長い黒髪の女性である。彼女は、クレパックス版の『ガリヴァー旅行記』など、数作に登場した。フランチェスカの物語は高校生の生活を描いており、珍しくエロティックな要素を全く含んでいない。
クレパックスはまた、ポーリーヌ・レアージュの『O嬢の物語』、マルキ・ド・サドの『美徳の不幸』、エマニュエル・アルサンの『エマニュエル』（映画『エマニエル夫人』の原作）のようなエロティックな古典文学のコミック化に挑戦した。
1977年、彼は冒険漫画本『L'uomo di Pskov ("The man of Pskov")』を終え、1年後にニューヨークのジャズの世界に題材をとった『L'uomo di Harlem』を描いた。どちらも『Tex Willer』(イタリアの古典的人気漫画) と同じSergio Bonelli Editore社から出版された。
クレパックスの絶筆となった、『フランケンシュタイン』（メアリー・シェリーによる小説の脚色）は2002年に出版された。彼はミラノで2003年7月31日に70歳で死去した。
彼の漫画は、フランス、ブラジル、スペイン、ドイツ、日本、アメリカ合衆国、フィンランド、ギリシャなどの国々で翻訳されている。

## 作品

### バレンティーナ関連
- Valentina (1968年) Milano Libri
- Valentina speciale (1969年) Milano Libri
- Valentina con gli stivali (1970年) Milano Libri
- Baba Yaga (1971年) Milano Libri, all'interno di Alì Baba Yaga
- Ciao Valentina! (1972年) Milano Libri
- Valentina nella stufa (1973年) Milano Libri
- Diario di Valentina (1975年) Milano Libri
- A proposito di Valentina (1975年) Quadragono Libri, edited by Francesco Casetti
- Valentina in giallo (1976年) Milano Libri
- Valentina assassina (1977年) Milano Libri
- Ritratto di Valentina (1979年) Milano Libri
- Riflesso di Valentina (1979年) Arnoldo Mondadori
- Lanterna Magica (1979年) Edizioni d'arte Angolare
- Valentina pirata (1980年) Milano Libri, in colour
- Valentina sola (1981年) Milano Libri, in colour
- Valentina, storia di una storia (1982年) Olympia Press
- Per amore di Valentina (1983年) Milano Libri
- Io Valentina, la vita e le opere (1985年) Milano Libri
- Nessuno (1990年) Milano Libri
- Valentina e le altre (1991年) Mondadori, collana Oscar
- Valentina, la gazza ladra (1992年) Rizzoli-Milano Libri
- Valentina a Venezia (1992年)
- E Valentina va... (1994年) Rizzoli-Milano Libri
- Valentina (1995年) Fiction inc. Tokyo
- Al diavolo, Valentina (1996年)
- In arte... Valentina (2001年) Lizard Edizioni
- Valentina (2003年) Panini Comics

### その他のヒロイン
- La casa matta (feat. Bianca、1969年) Edip
- Anita, una storia possibile (1972年) Persona/Ennio Ciscato Editore
- Histoire d'O (1975年) Franco Maria Ricci Editore ※ポーリーヌ・レアージュの小説『O嬢の物語』から
- Emmanuelle（エマニュエル） (1978年) Olympia Press ※エマニュエル・アルサンの小説から
- Justine (1979年) Olympia Press ※マルキ・ド・サドの小説『美徳の不幸』から
- Hello, Anita! (1980年) L'isola trovata, in colour
- Belinda 1 & 2 (1983年) Editori del Grifo
- I viaggi di Bianca (1984年) Milano Libri ※ジョナサン・スウィフトの『ガリヴァー旅行記』から
- Venere in pelliccia (1984年) Olympia Press ※レーオポルト・フォン・ザッハー＝マゾッホの作品から
- Bianca 2. Odesseda (1987年) Editori del Grifo
- Emmanuelle l'antivergine (1990年) Rizzoli
- Eroine alla fine: Salomé (2000年) Lizard Edizioni
- Crepax 60|70 (feat. Belinda and Valentina、2003年) Fiction inc. Tokyo

### その他の作品
- L'astronave pirata (1968年) Rizzoli
- Il dottor Jekill (1972年) Persona/Ennio Ciscato Editore
- Circuito interno (1977年) Edizioni Tempo Medico
- Casanova (1977年) Franco Maria Ricci Editore
- L'uomo di Pskov (1977年) CEPIM (Sergio Bonelli Editore), in colour
- L'uomo di Harlem (1979年) CEPIM (Sergio Bonelli Editore)
- La calata di Macsimiliano XXXVI (1984年) Editori del Grifo
- Conte Dracula (1987年) Rizzoli-Milano Libri ※ブラム・ストーカーの小説『吸血鬼ドラキュラ』から
- Dr.Jekyll e Mr.Hide（ジキル博士とハイド氏） (1987年) Rizzoli-Milano Libri ※ロバート・ルイス・スティーヴンソンの小説から
- Giro di vite (1989年) Olympia Press ※ヘンリー・ジェイムズの小説『ねじの回転』から
- Nessuno (1990年) Milano Libri
- Le clinicommedie (1990年) Editiemme
- Il processo di Franz Kafka (1999年) Piemme ※フランツ・カフカ の小説『審判』から
- Justine and The Story of O (2000年) ※マルキ・ド・サドとポーリーヌ・レアージュの作品による劇画
- Frankenstein（フランケンシュタイン） (2002年) Grifo Edizioni ※メアリー・シェリーの小説から

### 日本での翻訳
日本でも古くから断片的に紹介されており、一部に根強いファンがいた。日本では英語版のものが比較的容易に入手できる。日本語に翻訳された書籍としては、（2008年7月）現在『O嬢の物語』(1) ISBN 978-4309907277 と (2) ISBN 978-4309907284（監訳：巖谷國士、エディシオン・トレヴィル発行・河出書房新社発売）が入手可能である。